# Krzysztof Falkowski
Krzysztof Falkowski (ur. w 1974 r. w Bielsku Podlaskim) – aktor, reżyser, twórca Teatru Falkoshow.

## Życiorys
W 1999 roku ukończył studia w Akademii Teatralnej w Warszawie, Wydział Sztuki Lalkarskiej w Białymstoku. W latach 1999 – 2009 współpracował z Teatrem Groteska w Krakowie. Zagrał w kilkudziesięciu spektaklach, wielokrotnie pełnił rolę asystenta reżysera oraz był autorem ruchu scenicznego do wielu spektakli. W 2006 roku zadebiutował jako reżyser spektaklem O Babie, Rybaku i Złotej Rybce. W 2008 roku reprezentował polski teatr podczas Międzynarodowego Festiwalu Kultur Świata w Irlandii. Tego samego roku otrzymał stypendium Ministra Kultury i Dziedzictwa Narodowego. Dzięki temu wsparciu powstało widowisko FALKOSHOW. Iluzja marionetki. Od 2009 roku prowadzi własny teatr – Teatr Falkoshow. Już w tym samym roku został zaproszony do uświetnienia jednej z największych w Europie gal rozdania nagród muzycznych Birt Award w Londynie. Spektakle Teatru Falkoshow prezentowane są na festiwalach polskich i zagranicznych np. na Międzynarodowym Festiwalu Lalkowym Golden Dolphin w Varnie w Bułgarii czy podczas Międzynarodowego Festiwalu Solistów Lalkarzy w Łodzi.

## Spektakle teatralne w Teatrze Falkoshow
- 2013: Złota Ryba (reż. Krzysztof Falkowski)
- 2011: Zaczarowany Kapturek (reż. Krzysztof Falkowski)
- 2011: Historia starego kredensu (reż. Krzysztof Falkowski)
- 2009: O Szewczyku co Smoka Wawelskiego pokonał (reż. Krzysztof Falkowski)
- 2009: FALKOSHOW. Iluzja marionetki (reż. Krzysztof Falkowski)

## Spektakle teatralne w Teatrze Lalki i Aktora Groteska
- 2008: Ballady i romanse, czyli cztery opowieści o miłości jako Starzec, Umarły, Starszy Brat, Chór, Animacja Świtezianki (reż. Simona Chalupová)
- 2008: Antygona jako 7, Tejrezjasz (reż. Bogdan Ciosek, ruch sceniczny i asystent reż. Krzysztof Falkowski)
- 2007: Być jak Pippi (reż. Lech Chojnacki)
- 2007: Baśń o dobrym Kopciuszku i złych siostrach (reż. Grzegorz Kwieciński)
- 2006: Tristan i Izolda jako II,Morhołt,Gorwenal,Andret,... (reż. Bogdan Ciosek, ruch sceniczny i asystent reż. Krzysztof Falkowski)
- 2006: O babie, rybaku i złotej rybce (reż. Krzysztof Falkowski)
- 2006: Bajka o Szewczyku (reż. Krzysztof Falkowski)
- 2005: Podglądać znanych (reż. Krzysztof Falkowski)
- 2005: Lato Muminków, czyli Wielki... jako Paszczak (reż. Jan Polewka, ruch sceniczny Krzysztof Falkowski)
- 2005: Ferdynand Wspaniały jako Pan Ludwik Jerzy (reż. Lech Chojnacki, asystent reż. Krzysztof Falkowski)
- 2005: Balladyna (reż. Bogdan Ciosek, ruch sceniczny Krzysztof Falkowski)
- 2004: Pinokio jako Pulcinella,Młynarz,Królik,... (reż. Włodzimierz Nurkowski)
- 2004: Paluszek jako Młynarz, Złodziej II, Kot ... (reż. Czesław Sieńko)
- 2003: Król Jeleń jako Pantalone (reż. Wojciech Olejnik)
- 2003: Golem jako Mistrz (reż. Krystian Kobyłka, asystent reż. Krzysztof Falkowski)
- 2002: Ostatnia pieśń Pulcinelli jako Pulcinella (reż. Zespół, inscenizacja Krzysztof Falkowski)
- 2002: Czarnoksiężnik z Archipelagu jako Mistrz przemian, Nieznajomy (reż. Adolf Weltschek, asystent reż. Krzysztof Falkowski)
- 2001: Kot w butach jako Król; Czarnoksiężnik; Potwór (reż. Adolf Weltschek, asystent reż. Krzysztof Falkowski)
- 2000: Rudy Dżil i jego pies jako Olbrzym; Lewe skrzydło Smoka (reż. Beata Pejcz)
- 2000: Księżniczka z Andersena jako Henryk (reż. Adolf Weltschek)
- 2000: Król Maciuś I reformator jako Minister wojny; Szaman (reż. Paweł Szumiec, asystent reż. Krzysztof Falkowski)
- 1999: Przygody Odyseusza jako Posejdon; Eurylochos; Aktor (reż. Paweł Szumiec)
- 1999: Księga rajskich przygód jako Bogacz; Gęcł; Magik (reż. Katarzyna Deszcz)
- 1998: Księga Dobrej Nadziei jako Smok; Pyszałek (gościnnie) (reż. Adolf Weltschek)